# عدنان إبراهيم (مخرج)
عدنان إبراهيم (1949 - 8 ديسمبر 2007) مخرج عراقي راحل، عمل في السعودية سنوات في شركة «أرا للإنتاج الفني»، وفيها أخرج العديد من الأعمال التلفازية منها «مرايا» مع ياسر العظمة، وبرنامج سعودي، وبعض الأغاني الوطنية للفنان محمد عبده. بدأ حياته ممثلًا في الدراما العراقية ثم اتجه إلى الإخراج وترك التمثيل.
عمل في بيروت مديرًا لمكتب قناة إم بي سي سنوات، ثم انتقل إلى سوريا وأقام فيها وعمل في إخراج عدد من الأعمال التلفازية منها «ليل السرار» و«رجاها» اللذين شاركت فيهما زوجته السابقة نورمان أسعد.

## حياته الخاصة
تزوَّج أربع مرات؛ إحداها بالفنانة السورية مها المصري، وأقام معها قرابة 10 سنوات في الرياض قبل أن ينفصلا، وله منها ابنان هما طيف وريم. ثم تزوَّج بالفنانة العراقية التفات عزيز، وله منها ابنة اسمها كرمل. ثم تزوَّج بالفنانة السورية نورمان أسعد عام 2004 وطلقها عام 2006. ثم تزوَّج بالسورية مايا التخين ابنة السفير السوري في ألمانيا، وله منها ابنة اسمها غادة.

## أعماله

### ممثلًا
- الذئب
- عيون المدينة
- جرف الملح

### مخرجًا
- عودة عصويد
- مرايا 95
- مرايا 96
- ليل السرار
- رجاها
- ثمنطعش
- مواطن ج (أخر أعماله)

## مقتله
قُتل مساء يوم السبت 8 ديسمبر 2007 وهو يهمُّ بالدخول إلى مكتبه في ساحة الشهبندر وسط دمشق، بطعنه في رقبته وظهره وقلبه 17 طعنة، ويبدو أن القاتل عراقي أيضًا. دُفن في مقبرة المِزَّة بدمشق.

### أسباب قتله
بحسب تحقيق أجرته مجلة سيدتي، ونقلًا عن مدير الإنتاج حسام خيمي الذي عمل معه، كان المخرج الراحل يتلقَّى اتصالات عديدة يوميًّا من العراق، فيها تهديد له وتطلب منه إيقاف أعماله التلفازية التي تتعرَّض للشأن العراقي، وتفضح بعض الممارسات الخاطئة هناك. نافيًا ما تردَّد إعلاميًّا أن وراء قتل عدنان إبراهيم عَلاقات مشبوهة أو مطالبات مالية، قائلاً: «إنه لم يكن مَدِينًا لأحد، فأنا أعمل معه مديرَ إنتاج منذ أكثر من عامين، ومن يثبت أن له أيَّ مبالغ مالية عند المخرج الراحل فحسابه وماله عندي، ولكنني متيقّن تمامًا أنه ليس لأي شخص في ذمَّة الراحل أي مبالغ مالية. هو شخص سمعته نظيفة، ولم يكن له أي عَلاقات نسائية مشبوهة. وقد تزوَّج منذ ما يزيد على عام تقريبًا من مايا التخين وهي ابنة السفير السوري في ألمانيا، وله منها حاليًّا ابنة تُدعى غالية وتبلغ من العمر ثلاثة أشهر».
وأخبرت مصادرُ مقرَّبة من التحقيق المجلة أنه اكتُشفَ أكثر من عشر رسائل تهديد بالقتل وردت إليه من العراق على هاتفه المحمول. ويعتقد معظم من عملوا مع المخرج الراحل أن أعماله التلفازية التي نفَّذها في العامين السابقين لمقتله لقناة «الشرقية» العراقية قد تكون هي التي سبَّبت قتله، فقد ألزم نفسه منذ الغزو الأميركي للعراق بطرح كل ما يخدم وطنه وشعبه المهجَّر والجريح، فقدَّم أعمالًا مهمَّة عُرضت على عدَّة قنوات عراقية، قيل إنها أثارت حفيظة فئات سياسية كثيرة في العراق.